# D'eux
Albums de Céline Dion
À l'Olympia
(1994) Gold Vol. 1
(1995)
Singles
1. Pour que tu m'aimes encore
Sortie : 13 mars 1995
2. Je sais pas
Sortie : 21 août 1995
3. Destin
Sortie : janvier 1996
4. Le Ballet
Sortie : janvier 1996
5. J'irai où tu iras
Sortie : avril 1996

D'eux (ou The French Album aux États-Unis), est le quinzième album de Céline Dion, sorti le 28 mars 1995. Écrit et réalisé par Jean-Jacques Goldman, il est l'album francophone le plus vendu de l'histoire de la musique et est certifié « disque de diamant » en France en 1995.

## Historique et sortie
Jean-Jacques Goldman fait la démarche de proposer à Céline Dion de lui écrire tout un album, qu'ils enregistrent durant la fin de l'année 1994.
En 1995, l'album parait en France et connait un succès immédiat grâce à la chanson Pour que tu m'aimes encore.
Trois chansons de l'album sont adaptées en version anglaise pour l'album Falling into You sorti un an plus tard : Pour que tu m'aimes encore devient ainsi If That's What It Takes, Je sais pas devient I Don't know, et Vole devient Fly.
Jean-Jacques Goldman et Céline Dion retravaillent ensemble sur l'album S'il suffisait d'aimer, et dans une moindre mesure sur Une fille et quatre types.
Pour que tu m'aimes encore et Je sais pas sont les deux singles issus de l'album. Destin, Le Ballet et J'irai où tu iras sont des singles promotionnels diffusés en radio.
Vole, la dernière piste de l'album, est un hommage à Karine, la nièce de Céline Dion, qui est morte de mucoviscidose.
Beaucoup des chansons de l'album sont incluses dans la compilation On ne change pas sortie en 2005. Le titre de l'album D'elles, sorti en 2007, est une référence au titre de l'album D'eux.
Une « Édition 15e anniversaire » sort en 2009, augmentée de cinq titres bonus (des versions de démonstration ou des pistes bande orchestre), et avec un DVD contenant une émission de télévision et des clips.

## Réception critique
Pour cet album, Jean-Jacques Goldman fait adopter à Céline Dion une façon plus sobre de chanter. Il lui demande notamment de moins orner sa ligne de chant et de moderniser sa diction : les « r » ne sont plus roulés, les « m » ne sont plus mouillés. La chanteuse dit que Goldman l'a fait « déchanter ».
D'eux connait une réception critique assez bonne. Dans Le Droit, Jean-Claude Surprenant constate : « Les textes sont plutôt bons. [...] La musique aussi est bonne. On doit cependant reprocher à D'eux d'aller dans toutes les directions. Il y a tant de styles musicaux aux antipodes, sur ce disque, que l'on se demande un peu qui est Céline Dion, comme artiste. [...] Ceci dit, prises individuellement, il y a là de très bonnes chansons, comme Le Ballet, un très efficace blues, et l'excellente Prière païenne, dans laquelle on sent Céline Dion très à son aise, libérée d'une réalisation uniformément impeccable, mais parfois un peu trop synthétique. Il est certain que D'eux plaira à tous les amateurs de la plus célèbre chanteuse québécoise. On pourrait même dire qu'il s'agit de son meilleur album. [...] D'autant plus qu'elle est de plus en plus agréable à écouter, ayant su contrôler sa tendance maladive aux puissants accès de voix. » La Presse écrit : « Le baroque, le flasheux, trop souvent repérables dans l'approche de Céline, en ont pris pour leur rhume. [Jean-Jacques Goldman] lui a mis des textes bien écrits dans la bouche, des rimes sculptées à sa mesure. [...] Céline Dion peut être fière de ce disque interprété en français. Un album où l'artiste s'impose enfin au détriment de l'athlète. » Stephen Erlewine estime que bien que l'album présente une grande ressemblance avec ses précédents albums anglophones, il est « bien conçu et divertissant » et que « dans l'ensemble, il est tout à fait agréable. »

## Ventes
En France, en quatre mois, l'album est certifié disque de diamant, pour plus d'un million d'exemplaires vendus,.
Au total l'album reste quarante-quatre semaines non consécutives à la tête des ventes et se vend à huit millions d'exemplaires en Europe, un record pour un disque en français. C'est aussi l'album le plus vendu en France avec plus de quatre millions d'exemplaires vendus. À l'échelle mondiale, il se vend environ dix millions d'albums.
Au Canada, l'album dépasse les 700 000 exemplaires vendus, et est certifié sept fois disque de platine. Avec 250 000 exemplaires vendus, il est le premier album francophone à obtenir un disque d'or au Royaume-Uni.
Pour que tu m'aimes encore est le premier extrait de l'album. Le single se classe no 1 partout dans la francophonie. Le single passe douze semaines no 1 en France, quatre semaines au Québec et en Belgique (Wallonie). Le single sort aussi dans les pays anglophones (même aux États-Unis) et devient un des rares singles francophones à connaitre un succès international. À sa sortie le single se classe dans le top 10 en Suède, Irlande, Royaume-Uni, Pays-Bas et en Pologne et dans le top 20 en Suisse. Grâce à cette chanson, l'album connait un départ fulgurant et devient rapidement l'album francophone le plus vendu de tous les temps. Elle chante cette chanson dans tous les pays lors de ses spectacles depuis sa sortie.
Le deuxième extrait est Je sais pas. La chanson est elle aussi no 1 dans toute la francophonie. Le single passe sept semaines no 1 en France, quatre semaines au Québec et deux semaines en Belgique Wallonie. Le single par contre obtient un succès limité dans le marché anglophone, atteignant le top 40 aux Pays-Bas. Destin sort uniquement comme single radio au Québec. Malgré cela, la chanson atteint la troisième position au Québec, grâce à d'importantes diffusions radiophoniques de la chanson. C'est l'album francophone le plus vendu au monde.
Le Ballet sort comme single radio en France et J'irai où tu iras sort comme single radio au Québec.

## Hommage
Dans le cadre de l'édition 2023 de la Superfrancofête à Québec, le spectacle Pour toi Céline – Hommage à l’album D’eux rend hommage à l'album. Une quinzaine d'artistes de la francophonie se produiront à l'occasion sur la scène de l'Agora donc Amir, Anggun, Chimène Badi, Isabelle Boulay, Corneille, Véronic DiCaire, Élodie Frégé, Camille Lellouche, Vincent Niclo, Mario Pelchat, Bruno Pelletier, Axelle Red, Anne Sila, Roch Voisine, Christophe Willem, Ycare.
L'événement télédiffusé via TVA au Canada et les chaînes du groupe M6 en France.

## Liste des titres
| 1.     | Pour que tu m'aimes encore                        | Jean-Jacques Goldman & Erick Benzi                   | 4:14 |
| 2.     | Le Ballet                                         | Jean-Jacques Goldman & Erick Benzi                   | 4:23 |
| 3.     | Regarde-moi                                       | Jean-Jacques Goldman & Erick Benzi                   | 3:57 |
| 4.     | Je sais pas                                       | Jean-Jacques Goldman, J Kapler & Erick Benzi         | 4:33 |
| 5.     | La Mémoire d'Abraham                              | Jean-Jacques Goldman & Erick Benzi                   | 3:50 |
| 6.     | Cherche encore                                    | Jean-Jacques Goldman & Erick Benzi                   | 3:24 |
| 7.     | Destin                                            | Jean-Jacques Goldman & Erick Benzi                   | 4:15 |
| 8.     | Les derniers seront les premiers                  | Jean-Jacques Goldman & Erick Benzi                   | 3:33 |
| 9.     | J'irai où tu iras (duo avec Jean-Jacques Goldman) | Jean-Jacques Goldman                                 | 3:26 |
| 10.    | J'attendais                                       | Jean-Jacques Goldman & Erick Benzi                   | 4:24 |
| 11.    | Prière païenne                                    | Jean-Jacques Goldman & Erick Benzi                   | 4:10 |
| 12.    | Vole                                              | Jean-Jacques Goldman, Erick Benzi & Roland Romanelli | 2:57 |
| 47 min |                                                   |                                                      |      |

| 13. | Pour que tu m'aimes encore (Demo Version)                        | Goldman | 3:59 |
| 14. | Le ballet (Demo Version)                                         | Goldman | 2:57 |
| 15. | J'irai où tu iras (Demo Version) (duo avec Jean-Jacques Goldman) | Goldman | 2:06 |
| 16. | Vole (Instrumental)                                              | Goldman | 2:54 |
| 17. | Pour que tu m'aimes encore (Instrumental)                        | Goldman | 4:19 |

| 1. | Le Sonia Benezra Special Dimanche 1995 (show télévisé) (Inclus des interviews et performances live) | 28:31 |
| 2. | Pour que tu m'aimes encore                                                                          | 4:10  |
| 3. | Les derniers seront les premiers (Live à Paris)                                                     | 3:53  |
| 4. | J'attendais                                                                                         | 3:26  |
| 5. | Je sais pas                                                                                         | 4:40  |

## Personnel
- Production et arrangements : Erick Benzi et Jean-Jacques Goldman
- Chœurs : Beckie Bell, Carole Fredericks et Yvonne Jones
- Basse : Neil Jason, Yannick Hardouin
- Batterie : Christophe Deschamps
- Guitares : Basile Leroux, Patrice Tison
- Claviers et programmations : Erick Benzi
- Manager : René Angélil
- Piano : Arnaud Dunoyer de Segonzac
- Saxophone : Christophe Nègre, Sylvain Beuf
- Trombone : Denis Leloup
- Trompette : Christian Martinez, Antoine Russo
- Piano et arrangements sur Vole : Roland Romanelli

## Distribution
| Pays        | Date               | Label                  | Format                      | Catalogue                                  |
| ----------- | ------------------ | ---------------------- | --------------------------- | ------------------------------------------ |
| Canada      | 28 mars 1995       | Sony Music, Columbia   | CD, cassette, MiniDisc.     | 80 219                                     |
| France      | 3 avril 1995       | Sony Music, Columbia   | CD, cassette, MiniDisc.     | COL 480286 2 + COL 480286 4 + COL 480286 8 |
| États-Unis  | 16 mai 1995        | Epic                   | CD, cassette, MiniDisc.     | 67 107                                     |
| Royaume-Uni | 2 octobre 1995     | Sony Music, Epic       | CD, cassette, MiniDisc.     | 4 802 862                                  |
| Japon       | 2 octobre 1996     | Sony Music Japan, Epic | CD, cassette, MiniDisc.     | ESCA-6 541                                 |
| Europe      | 23 octobre 2006    | Sony Music             | CD édition disque 2006      | 82 876 876 652                             |
| Europe      | 18 novembre 2009   | Sony Music, Legacy     | CD/DVD                      | 8 869 7559 222                             |
| Canada      | 1er décembre 2009  | Sony Music, Legacy     | CD/DVD                      | 8 869 7559 222                             |
| Europe      | 29 octobre 2012    | Sony Music             | CD édition disque d'or 2012 | 88 725 477 582                             |
| Europe      | 1er septembre 2017 | Sony Music             | LP (180 gr)                 | 88985449561                                |

## Classements
| Pays             | Meilleure position | Certification | Ventes    |
| ---------------- | ------------------ | ------------- | --------- |
| Allemagne        | 69                 |               |           |
| Autriche         | 35                 |               |           |
| Belgique         | 1                  | 6 × Platine   | 300 000   |
| Canada           | 31                 | 7 × Platine   | 700 000   |
| Danemark         | 5                  |               |           |
| Finlande         | 23                 |               |           |
| France           | 1                  | Diamant       | 4 412 100 |
| Italie           | 38                 |               |           |
| Japon            | 50                 |               | 25 000    |
| Nouvelle-Zélande | 17                 | Or            | 7 500     |
| Pays-Bas         | 1                  | Platine       | 100 000   |
| Pologne          |                    | Platine       | 100 000   |
| Royaume-Uni      | 7                  | Or            | 265 000   |
| Suisse           | 1                  | 4 × Platine   | 200 000   |
| Suède            | 9                  |               |           |
| Europe           | 1                  | 8 × Platine   | 8 000 000 |
| États-Unis       |                    |               | 300 000   |

## Récompenses
| Année | Gala                                           | Récompense                                                                       |
| ----- | ---------------------------------------------- | -------------------------------------------------------------------------------- |
| 1995  | prix Félix                                     | Album pop/rock de l'année                                                        |
| 1995  | prix Félix                                     | Chanson populaire de l'année – Pour que tu m'aimes encore                        |
| 1995  | prix Félix                                     | Artiste québécois s'étant le plus illustré hors Québec                           |
| 1996  | World Music Awards                             | World’s Best Selling Canadian Recording Artist of the Year                       |
| 1996  | Midem                                          | Récompense pour de plus de quatre millions d'exemplaires vendus dans le monde    |
| 1996  | prix Juno                                      | Best Selling Francophone Album of the Year                                       |
| 1996  | prix Juno                                      | Best Selling Album of the Year                                                   |
| 1996  | prix Félix                                     | Album de l'année - Meilleur vendeur                                              |
| 1996  | prix Félix                                     | Interprète féminine de l'année                                                   |
| 1996  | prix Félix                                     | Artiste québécois s'étant le plus illustré hors Québec                           |
| 1996  | prix Félix                                     | Artiste québécois s'étant le plus illustré dans une autre langue que le français |
| 1996  | Victoires de la musique                        | Artiste-interprète francophone de l'année                                        |
| 1996  | Victoires de la musique                        | Chanson de l'année – Pour que tu m'aimes encore                                  |
| 1996  | Trophée Radio France Internationale            | Conseil francophone de la chanson – Pour que tu m'aimes encore                   |
| 1996  | prix RFI - Conseil de la chanson               | Chanson de l'année – Pour que tu m'aimes encore                                  |
| 1996  | Japan Golden Disc Awards - International Music | Single Prize – Pour que tu m'aimes encore                                        |